# 阿尔福斯德夫里西亚
阿尔福斯德夫里西亚，是西班牙卡斯蒂利亚-莱昂布尔戈斯省的一个市镇。总面积52平方公里，总人口124人（2001年），人口密度2人/平方公里。